# Carter Jones
Carter Jones (n. Maplewood, 27 de febrero de 1989) es un ciclista estadounidense retirado que fue profesional desde 2010 a 2016.
El 1 de julio de 2016 anunció su retirada del ciclismo tras siete temporadas como profesional y con 27 años de edad.

## Palmarés
2014
- Tour de Gila